# Plano Badajoz

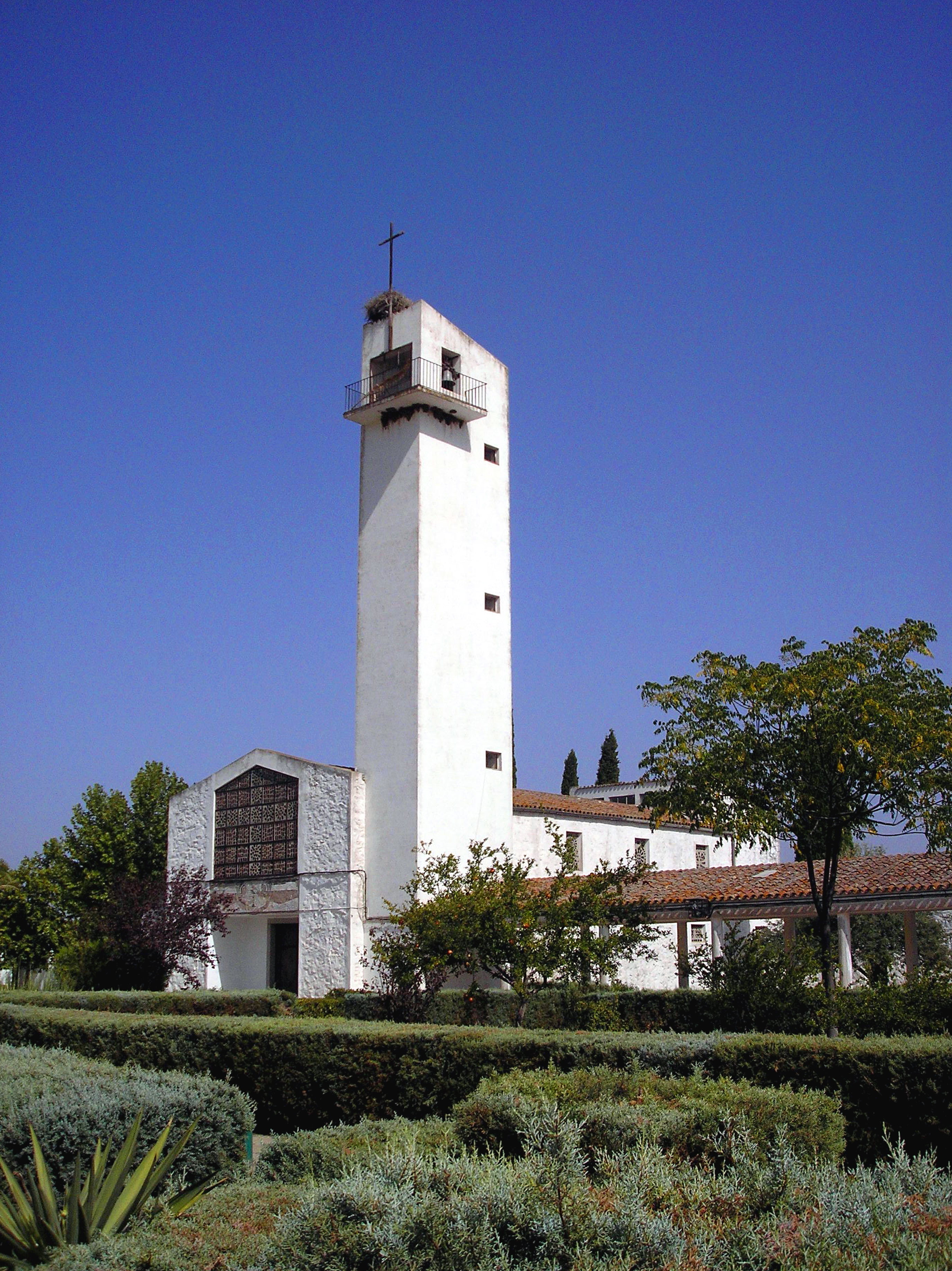
Lácara, na província de Badajoz, foi um dos povos criados ex novo como parte do Plano Badajoz.

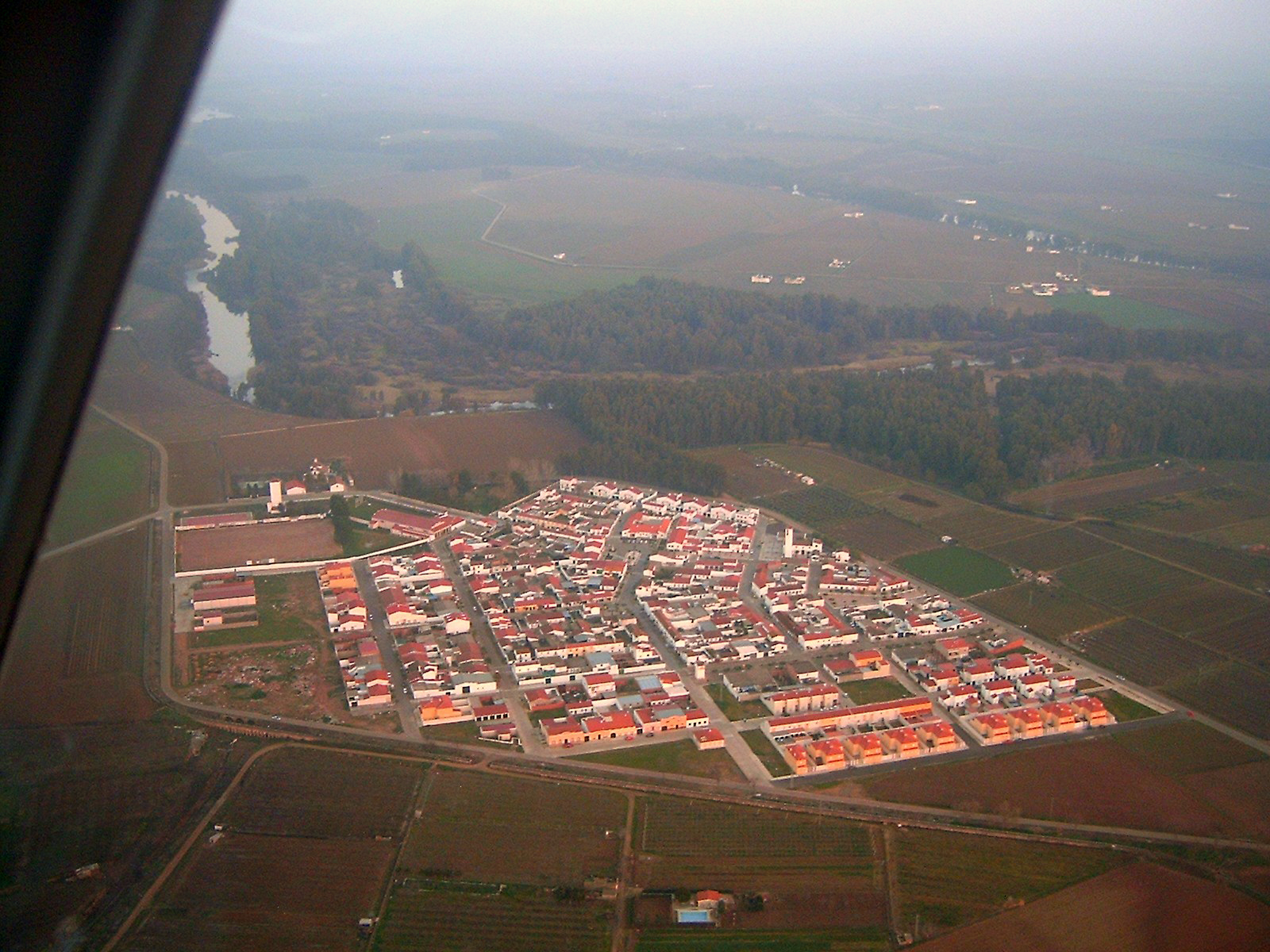
Barbaño, outra localidade pacense nascida com o Plano Badajoz.

O Plano Badajoz foi um conjunto de atuações ambiciosas de sucessivos governos espanhóis, propostas já a princípios do século XX (Plano Gasset), postas em fim em marcha durante a ditadura franquista e completadas pelos primeiros Governos da democracia (regadios do Zújar), sobre a província de Badajoz (Espanha).
Em realidade, tal denominação, refere-se mais estritamente ao Plano de Transformação e Colonização aprovado pelo governo de Francisco Franco em 1952 e destinado a dotar à agricultura pacense de um sistema melhorado de eletrificação, irrigação, processo de fabricação e transformação e de comercialização de produtos agrários, tendo como base o rio Guadiana e como principal objetivo melhorar a produção e renda agrária da província.

## Legislação
Por iniciativa do ministro de Agricultura de ideologia falangista, Rafael Cavestany de Anduaga processa e aprova a Lei de 7 de abril de 1952 sobre o Plano de obras, colonização, industrialização e eletrificação da província de Badajoz. O prazo inicial era de 14 anos (1952–1965), mas depois modificou-se em 1963 e de novo em 1971, estendendo-o até 1975. Ao atraso das obras durante o regime de Franco (que nunca poria em marcha os planos de industrialização vinculados originariamente ao Plano Badajoz) se acrescentou a sua ampliação pela margem esquerda das Vegas, com o Plano Zújar.

## Obra social
A obra social mais valiosa foi o movimento de pessoas resultante da distribuição de 6000 moradias familiares, para assentar a outros tantos colonos aos que junto com a moradia se lhes proporcionou uma parcela para que a cultivassem.
Entre as obras hidráulicas mais visíveis figuram os 3500 milhões de metros cúbicos de capacidade de embalse na bacia do rio Guadiana, com as represas principais do Cíjara, a de García de Sola (Puerto Peña), a de Orellana, a do Zújar e a de Montijo para regar mais de 100 000 hectares. Instalaram-se centrais hidrelétricas com uma potência de 71 000 kilowatts.
Nasceram povoações como Palazuelo, Povoa de Alcollarín, Zurbarán,  Alonso de Ojeda, Os Guadalperales, Gargáligas, Valdivia, Entrerríos, Guadiana del Caudillo, Valdelacalzada, Pueblonuevo del Guadiana, Sagrajas, Novelda do Guadiana, Gévora do Caudillo, Valdebótoa, Alvarado, Vivares, Las Vegas Altas,  Villafranco del Guadiana, São Francisco de Olivença ou São Rafael de Olivença. É verdadeiro que a construção dos embalses como a de García Sola, anulou as vegas de alguns povoações do norte da província, o qual teve um impacto na posterior saída da população destes municípios.

## Falta de industrialização
A fase mais criticada do Plano Badajoz foi a insuficiente  industrialização, conquanto com relação ao Plano superaram-se as previsões de fabricação de pensos compostos, abatedouros, desmontado de algodão, tecidos de algodão, betão, motores, cervejas, enológicas (vinho), oleícolas (azeite) e semoleiras. Em mudança, não se chegou ao objetivo marcado em conservas vegetais (95 %), fertilizantes (91 %) e secadeiros de produtos vegetais (76 %).